# Nervus oculomotorius
Nervus oculomotorius er den 3. af de 12 parrede hjernenerver. Den kontrollerer størstedelen af øjets bevægelser. Derudover kan den mindske pupillen og løfte øjenlåget. (Note: Hjernenerve IV og VI er også involveret i bevægelserne af øjet)

## Nervens bane

### Hjernenervekerner
N. oculumotorius stammer fra den anteriore (forreste) del af mesencephalon, hvorfra at nerven udgår fra to kerner:
- Nucleus n. oculomotorii: Denne motoriske (almen somatisk efferent) kerne sender tråde til alle de tværstribede muskler i orbita (øjenhulen), med undtagelse af m. rectus lateralis og m. obliquus superior
- Nuclei accessorii n. oculomotorii: Denne parasympatiske kerne (almen visceral efferent) forsyner de kontraherende muskler i regnbuehinden (iris), m. ciliaris

### Forløb
N. oculomotorius apparente udspring (det sted hvor den kommer frem på hjernens overflade) er på den mediale side af pedunculus cerebri (i Mesencephalon). Herefter løber den ind i sinus cavernosus, hvori a. carotis interna, hjernenerverne nn. trochlearis og abducens og desuden to af tre hovedgrene fra n. trigeminus; nn. ophthalmicus og maxillaris også findes.
Herfra passerer nerven ind i orbita (øjenhulen) gennem fissura orbitalis superior, hvori den deler sig i sine to hovedgrene, ramus superior og ramus inferior.

### Hovedgrene
- Ramus superior er den mindste af de to grene og løber i øjenhulen lateralt for n. opticus (2. hjernenerve). Den innerverer to af øjets tværstribede muskler m. rectus superior og m. levator palpebrae superioris.
- Ramus inferior er den største af hovedgrenene og deler sig i tre grene:
  - En gren passerer under n. opticus til m. rectus medialis, som den innerverer.
  - En anden gren går til m. rectus inferior, og innerverer denne.
  - Den tredje gren går til m. obliquus inferior og innerverer denne. Fra denne gren afgives en tråd til det parasympatiske ganglion ciliare. Disse tråde vil innervere m. ciliaris og være medvirkende til at mindske pupillen.

## Supplerende billeder
- Viser nerverne i øjet fra lateralt perspektiv (højre øje set fra højre, lateral oribta fjernet) med latinske betegnelser.
- En skematisk tegning af grenene fra n. oculomotorius